# Koyna spinulata
Koyna spinulata is een hooiwagen uit de familie Assamiidae.